# Rozrazil rolní

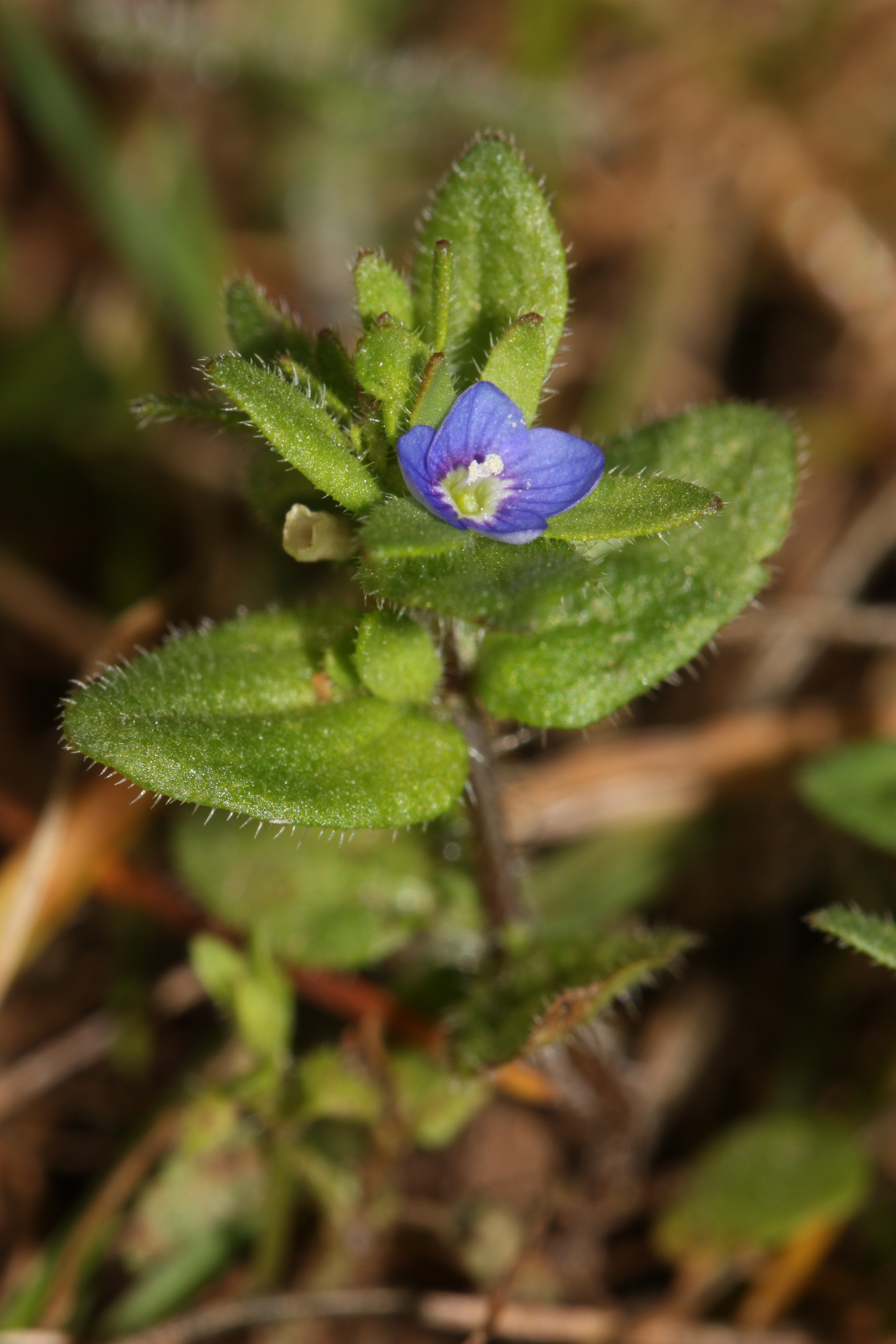
Detail

Rozrazil rolní (Veronica arvensis) je jednoletá, 5 - 30 cm vysoká, modře kvetoucí bylina. V České republice roste poměrně hojně jako archeofytní plevel.

## Výskyt
Tento druh pravděpodobně pochází z oblastí Střední Asie, Blízkého východu a Kavkazu. Do Evropy a severní Afriky doputoval v době postglaciální. Jako neofyt se dostal do Severní a Jižní Ameriky, Austrálie, Afriky, na Nový Zéland, Madagaskar a další ostrovy.
V České republice roste hojně od nížin až do podhorských oblastí, objevuje se však také v nejvyšších polohách našich hor, kam je zavlékán podél pěšin a cest. Vyrůstá na sušších písčitých loukách nebo pastvinách, na výslunných stráních, ve vinicích, úhorech, skalnatých stráních, železničních a silničních náspech, rumištích i na vátých píscích. Je to světlomilná rostlina, nesnáší trvalé zastínění. Přestože se řadí k rostlinám poměrně suchomilným, snese i vlhkou půdu. Rostlina má mohutnější vzrůst a více květů.

## Popis
5 - 30 cm vysoká bylina s přímou, jednoduchou nebo od spodní části rozvětvenou lodyhou, porostlou v dolní části kratičkými, vzhůru zahnutými a současně i dlouhými, odstálými chlupy; v horní části také žláznatými. Listy vstřícné, přisedlé (obvykle 3 až 5 párů), pouze nejspodnější mají krátký řapík. Listové čepele široce vejčité, na konci tupé až zaokrouhlené, po obvodu vroubkované, oboustranně roztroušeně chlupaté až olysalé s vyniklou žilnatinou.
Světle modré, malé oboupohlavné květy, vyrůstají z paždí listenů na krátkých, neohýbajících se stopkách, kratších než listeny a kalich. Vytvářejí zprvu hustý, později řídký hrozen, celý žláznatě chlupatý a při dozrávání plodů až 10 cm vysoký. Dolní listeny vypadají jako úzké listy, horní jsou celokrajné, úzce podlouhlé.
Kalich, dvojnásobně delší než květní stopka, má čtyři zelené, kopinaté cípy, z vnějšku chlupaté, které jsou na bázi krátce srostlé; dva z nich jsou delší než zbylé dva. Kolovitá koruna, kratší než kalich a mající v průměru 3 až 4 mm, je složena ze čtyř světle modrých plátků, její ústí je žluté. Vytrvalá, krátká čnělka je přímá a měří 0,4 až 0,8 mm. Květy mohou být zřejmě i samosprašné, někdy se vůbec neotvírají.

## Rozmnožování
Plody jsou obsrdčité tobolky 3 až 4 mm dlouhé a stejně tak i široké. Bývají zploštělé, na bázi zúžené, nahoře s pravidelným srdčitým zářezem, jež jen nepatrně převyšuje neopadavá čnělka. Tobolka obsahuje žlutá, vejčitá semena na jedné straně vypouklá a na druhé promáčklá která bývají dlouhá okolo 1 mm.
Rozrazil rolní se rozmnožuje pouze semeny, v tobolce jich bývá až 20 a vzrůstné exempláře mohou vytvořit i 200 tobolek. I při samoopylení se tak vytvoří dostatek plodných semen, která klíčí dobře hned po uzrání a v půdě si podržují klíčivost několik let. Mnohé hromadně klíčí již na podzim, přežijí zimu a brzy z jara vyrostou a koncem května již ukončují svůj cyklus. Ta, která po vysemenění vyklíčí až příští rok, kvetou až do podzimu. Semena se do okolí velmi dobře šíří větrem nebo povrchovou vodou.

## Význam
Rozrazil rolní je hodnocen jako plevel, přes drobný vzrůst jsou to silně konkurenční rostliny. Za příznivých podmínek se rychle rozrůstají a potlačují pomaleji se vyvíjející kulturní rostliny, mohou navíc růst i při nízkých teplotách. Utlačují mladé vytrvalé pícniny nebo ozimy, když tyto ale povyrostou, zadusí zase ony světlomilný plevel. Jako letní plevelná rostlina se vyskytuje i v luskovinách a okopaninách.
Ve střední Evropě patří mezi málo nebezpečné plevele, pouze větší podíl rozrazilu rolního v píci snižuje její krmnou hodnotu. Naopak na Novém Zélandu a ostrovech v Pacifiku je považován za invazivní, velmi nebezpečný plevel.